# Kevin Jarre
Kevin Jarre (ur. 6 sierpnia 1954, zm. 3 kwietnia 2011) – amerykański scenarzysta filmowy, przyrodni brat muzyka Jeana Michela Jarre’a.
Był scenarzystą m.in. Chwały i Tombstone. Otrzymał Złotą Malinę za współautorstwo scenariusza Rambo II.

## Filmografia
- 1985: Rambo II
- 1989: Chwała
- 1993: Tombstone
- 1997: Zdrada
- 1999: Mumia